# Hagen, Luxemburg
Hagen är en ort i Luxemburg.   Den ligger i distriktet Luxemburg, i den sydvästra delen av landet, 15 kilometer väster om huvudstaden Luxemburg. Hagen ligger 311 meter över havet och antalet invånare är 978.
Terrängen runt Hagen är platt.  Runt Hagen är det tätbefolkat, med 427 invånare per kvadratkilometer.. Närmaste större samhälle är Luxemburg, 14,9 kilometer öster om Hagen. 
Omgivningarna runt Hagen är en mosaik av jordbruksmark och naturlig växtlighet.